# Bośnia i Hercegowina na Mistrzostwach Świata w Lekkoatletyce 2011
Bośnia i Hercegowina na Mistrzostwach Świata w Lekkoatletyce 2011 – reprezentacja Bośni i Hercegowiny podczas czempionatu w Daegu liczyła dwóch zawodników.

## Występy reprezentantów Bośni i Hercegowiny

### Mężczyźni

#### Konkurencje techniczne
| Konkurencja    | Zawodnik   | Eliminacje | Eliminacje | Finał    | Finał   |
| Konkurencja    | Zawodnik   | Rezultat   | Pozycja    | Rezultat | Pozycja |
| -------------- | ---------- | ---------- | ---------- | -------- | ------- |
| Pchnięcie kulą | Hamza Alić | 19,70 m    | 18         |          |         |

### Kobiety

#### Konkurencje biegowe
| Konkurencja | Zawodnik     | Runda 1  | Runda 1 | Runda 2  | Runda 2 | Półfinał | Półfinał | Finał    | Finał   |
| Konkurencja | Zawodnik     | Rezultat | Pozycja | Rezultat | Pozycja | Rezultat | Pozycja  | Rezultat | Pozycja |
| ----------- | ------------ | -------- | ------- | -------- | ------- | -------- | -------- | -------- | ------- |
| Maraton     | Lucia Kimani |          |         |          |         |          |          | DNF      | DNF     |